# 丽江蒲公英
丽江蒲公英（学名：Taraxacum dasypodum）为菊科蒲公英属下的一个种。